# María de Habsburgo-Gonzaga
María de Habsburgo o María del Tirol (Innsbruck, 16 de junio de 1584-Innsbruck, 2 de marzo de 1649) fue archiduquesa y religiosa de Austria y emperatriz consorte del Sacro Imperio Romano Germánico. Fue la penúltima hija del archiduque Fernando II de Austria (1529-1595), conde del Tirol e hijo del emperador Fernando I de Habsburgo y de Ana Jagellón de Hungría y Bohemia, y de su sobrina Ana Catalina Gonzaga de Mantua (1566-1621), hija del duque Guillermo Gonzaga de Mantua y de la archiduquesa austriaca Leonor de Habsburgo.
- Datos: Q4785862
- Multimedia: Archduchess Maria of Austria (1584–1649) / Q4785862